# Pilatus PC-24
Pilatus PC-24 – szwajcarski samolot dyspozycyjny skonstruowany i wybudowany przez firmę Pilatus Aircraft. Jest to pierwsza maszyna szwajcarskiego producenta, w której zastosowano napęd odrzutowy.

## Historia

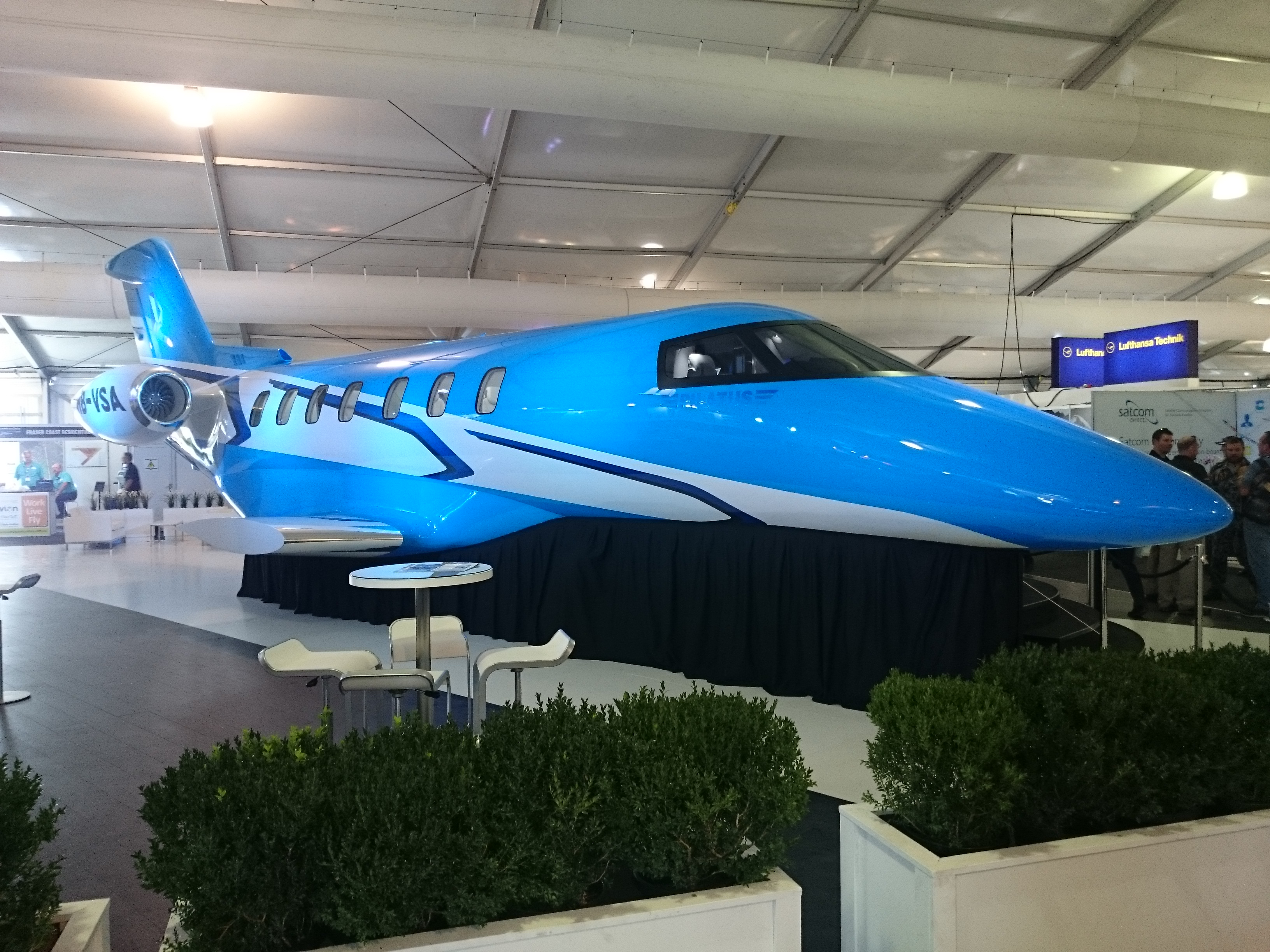
Model PC-24 prezentowany podczas Australian International Airshow w 2015 roku

Na początku lat 90. XX wieku Pilatus wybudował samolot Pilatus PC-12. Maszyna odniosła ogromny sukces rynkowy i do 2016 roku wyprodukowano prawie półtora tysiąca egzemplarzy, a ich produkcja trwa nadal. Zachęcony tym sukcesem szwajcarski producent postanowił kontynuować dobrą passę swoich samolotów, konstruując następcę udanego PC-12. Dzięki współpracy z użytkownikami swoich samolotów, Pilatus zebrał opinie na temat oczekiwań klientów względem potencjalnej, nowej maszyny. Oczekiwano, iż będzie się ona charakteryzować zdecydowanie większym zasięgiem i maksymalną prędkością niż PC-12, ale zachowa jego dużą wytrzymałość i odporność konstrukcji płatowca, zdolność do realizowania startów i lądowań z krótkich pasów startowych, nawet z nieutwardzonych dróg startowych. Mając to na uwadze, w 2008 roku rozpoczęto prace projektowe nad nowym samolotem dyspozycyjnym, który otrzymał oznaczenie PC-24. Prace były finansowane w całości ze środków własnych wytwórni. Wymóg radykalnej poprawy zasięgu i prędkości zdeterminował wybór napędu nowego samolotu – musiał być to napęd odrzutowy. Informacje o prowadzonych pracach zostały ujawnione na konferencji firmowej w 2011 roku. Tym samym PC-24 stał się pierwszą konstrukcją wytwórni z tego typu silnikami, znanej do tej pory z używania w swoich samolotach silników turbośmigłowych. Informacja o prowadzonych pracach nad PC-24, określanym jako Super Versatile Jet (SVJ), została po raz pierwszy publicznie ujawniona podczas konwentu European Business Aviation Convention & Exhibition (EBACE) odbywającego się w Genewie 21 maja 2013 roku. Wytwórnia zaprezentowała również model przyszłego samolotu. Rok później, na kolejnej edycji EBACE w maju 2014 roku, wytwórnia rozpoczęła przyjmowanie zamówień na PC-24. W trakcie dwóch dni, Pilatus zebrał zamówienia na 84 samoloty. Złożenie zamówienia wiązało się z wpłatą zaliczki w kwocie 250 tys. dolarów amerykańskich. Tym samym wytwórnia w przeciągu 48 godzin uzyskała finansowanie na trzyletnią produkcję samolotów. Chętnych na nowy samolot szwajcarskiej wytwórni było zdecydowanie więcej ale Pilatus wstrzymał przyjmowanie dalszych zamówień, które realizowane byłyby od 2020 roku. Wśród ujawnionych nabywców znaleźli się między innymi Falcon Aviation Services, czerterowy przewoźnik ze Zjednoczonych Emiratów Arabskich (dwa samoloty), amerykańska firma PlaneSense (sześć maszyn), oficjalny dystrybutor Pilatusa w Polsce, firma JB Investments (dwa samoloty) i Royal Flying Doctor Service of Australia (trzy maszyny aby następnie zwiększyć zamówienie do pięciu). 1 sierpnia 2014 roku, w obecności 35 tysięcy widzów (25 tys. w zależności od źródeł), na lotnisku w Buochs zorganizowano uroczysty roll-out gotowego, pierwszego prototypu oznaczonego jako P01. Wydarzenie to miało bardzo uroczysty przebieg. W tym dniu obchodzone jest szwajcarskie święto narodowe, a dodatkowo Pilatus świętował 75. rocznicę powstania firmy. Samolot został wytoczony na honorowe miejsce znajdujące się na środku ogromnej szwajcarskiej flagi przez zaprzęg dwudziestu czterech koni, ich liczba nawiązywała do oznaczenia maszyny. 11 maja 2015 roku P01 o znakach rejestracyjnych HB-VXA po raz pierwszy wzbił się do lotu. Maszyna wystartowała z lotniska w Buochs a za sterami samolotu siedzieli piloci doświadczalni wytwórni Paul Mulcahy i Reto Aeschlimann. Podczas startu maszyna zademonstrowała swoje unikalne możliwości, potrzebując do oderwania się od ziemi niecałe 600 metrów pasa startowego. Lot trwał 55 minut, prototypowej maszynie podczas oblotu, towarzyszył samolot Pilatus PC-21. 16 listopada tego samego roku dokonano oblotu drugiego prototypu oznaczonego jako P02. Samolot o znakach rejestracyjnych HB-VXB wystartował z lotniska Buochs a lot trwał 82 minuty. W tym samym miesiącu, podczas odbywającej się w Las Vegas konwencji amerykańskiego stowarzyszenia National Business Aviation Association, zaprezentowano makietę kadłuba PC-24. W maju 2016 roku, podczas kolejnej konwencji EBACE, na wystawie statycznej zaprezentowany został egzemplarz P01. Prototyp P01 ma posłużyć głównie do badań w locie systemów mechanicznych samolotu oraz określenia jego osiągów. Na prototypie P02 badane będą systemy sterowania, autopilota i awionika maszyny oraz do prób w warunkach zimowych i oblodzenia. Przygotowywany jest również trzeci prototyp, który ma już reprezentować standardowy egzemplarz seryjny. Samolot posłuży do prób wyposażenia kabiny. Wszystkie prototypy podczas fazy testów, spędzą w powietrzu około 2300 godzin. 12 lipca 2017 roku odbyło się połączenie kadłuba samolotu z płatem, w trakcie budowy pierwszego egzemplarza seryjnego samolotu. Montowana maszyna o numerze 101 i tymczasowych znakach HB-VSB, przeznaczona jest dla amerykańskiej firmy czarterowej PlaneSense. 7 grudnia 2017 roku PC-24 otrzymał certyfikat od Agencji Unii Europejskiej ds. Bezpieczeństwa Lotniczego i amerykańskiej Federal Aviation Administration. W procesie certyfikacji wzięły udział trzy maszyny prototypowe, które łącznie wylatały 2205 h.
7 lutego 2020 roku producent poinformował o uzyskaniu przez samolot certyfikatu zezwalającego na prowadzenie operacji startu i lądowania z nieutwardzonych powierzchni takich jak piasek, żwir, trawa, śnieg. Testy sprawdzające możliwość realizacji startu i lądowań z lotnisk o nawierzchni żwirowo-piaskowej przeprowadzono w 2018 roku na lotnisku w Woodbridge w Suffolk. W testach wziął udział prototyp o znakach HB-VXA. Zachowanie się maszyny na pasach o nawierzchni trawiastej badano na lotniskach w Poitiers we Francji, Kunovicach w Czechach oraz Wielkiej Brytanii na lotniskach znajdujących się w Duxford i Goodwood. W 2019 roku zakończono testy startów i lądowań na śniegu jakie przeprowadzono w Kuujjuaq w kanadyjskim Quebecu. Wyniki przeprowadzonych prób potwierdziły zdolność PC-24 do realizacji startów i lądowań ze wszystkich badanych rodzajów nawierzchni co znalazło swoje odzwierciedlenie w wydanym przez Agencje Unii Europejskiej ds. Bezpieczeństwa Lotniczego certyfikacie.
Na początku listopada 2020 roku, europejska Agencji Unii Europejskiej ds. Bezpieczeństwa Lotniczego i amerykańska Federal Aviation Administration certyfikowały dziesięciomiejscową/pasażerską wersję PC-24. Pierwszy samolot w takiej wersji został dostarczony nieujawnionemu odbiorcy na terenie Stanów Zjednoczonych.

## Dostawy

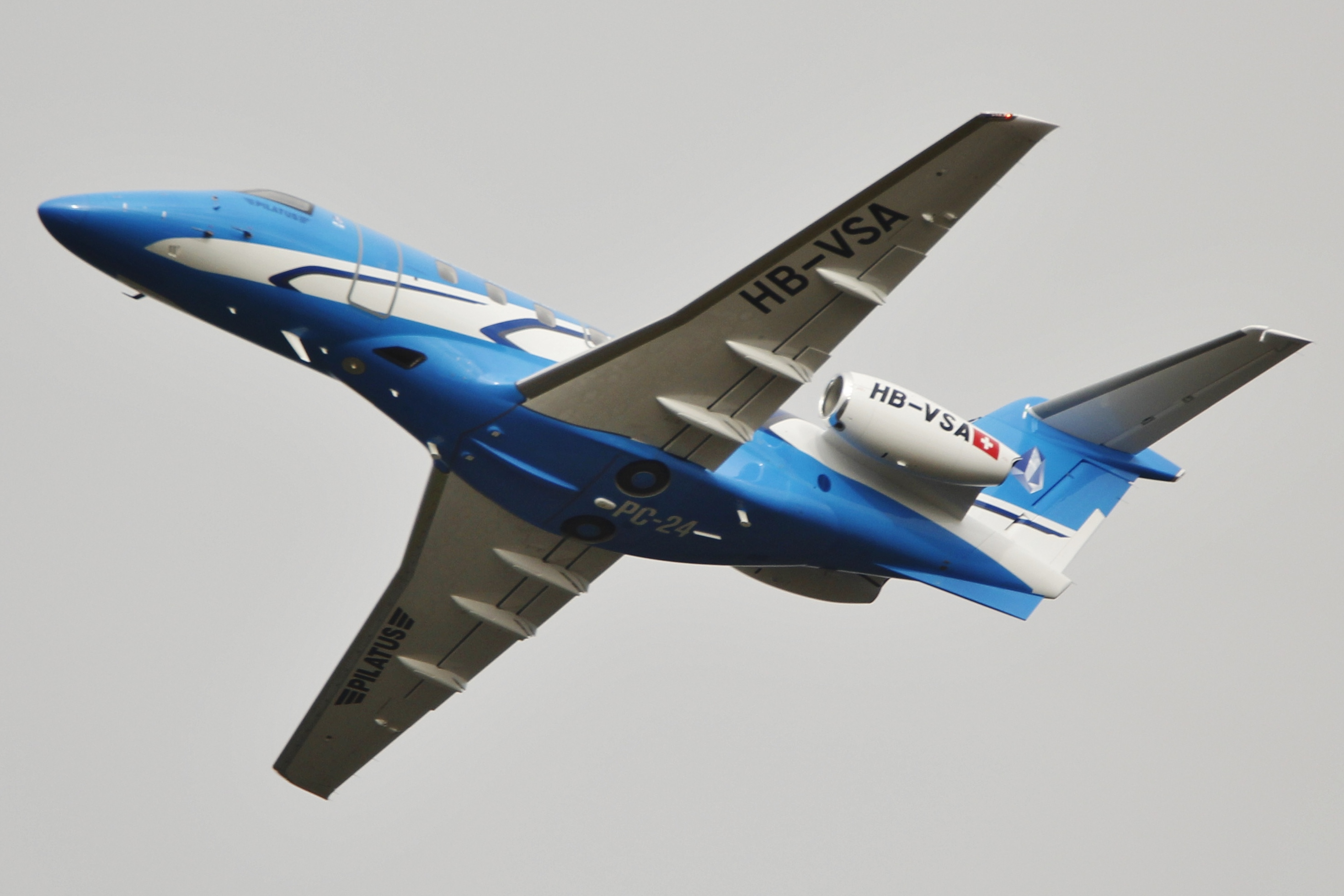
PC-24 w locie

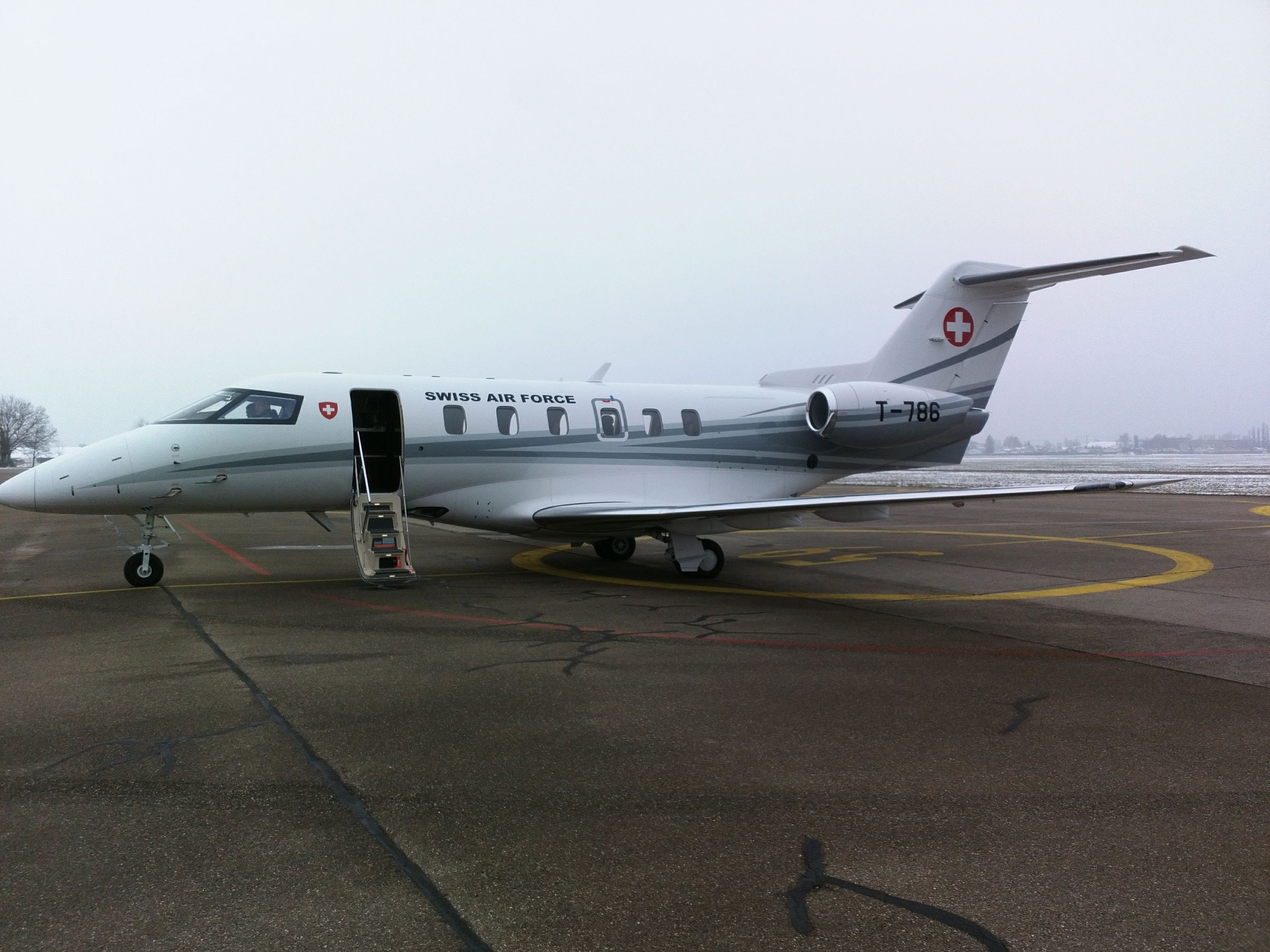
Rządowy PC-24

7 lutego 2018 roku miało miejsce przekazanie pierwszego egzemplarza PC-24 odbiorcy, którym była firma PlaneSense. Łącznie zamówiła ona sześć egzemplarzy samolotu. Pierwszy z samolotów o numerze rejestracyjnym N124AF został uroczyście przekazany firmie w jej siedzibie, mieszczącej się w Portsmouth w stanie New Hampshire. Rozwój nowej konstrukcji ma wpływ na resztę produktów wytwórni. W 2017 roku Pilatus ogłosił zakończenie w 2019 roku produkcji turbośmigłowego samolotu PC-6, skupiając się na seryjnym montażu PC-24 oraz budowie PC-12 i PC-21. 15 sierpnia 2018 roku, międzynarodowy operator samolotów dyspozycyjnych ExecuJet ogłosił, iż będzie pierwszym użytkownikiem PC-24 w Afryce. Samolot ma na stałe operować z portu lotniczego w Kapsztadzie.
26 listopada 2018 roku w Stans miała miejsce ceremonia przekazani pierwszego z pięciu zamówionych PC-24 dla Royal Flying Doctor Service of Australia. Samolot o znakach HB-VSF jest pierwszą maszyną wykonaną w wariancie powietrznego ambulansu. Wyposażenie medyczne samolotu spełnia standardy opisane w certyfikacie Supplemental Type Certificate (STC), pozwalające na modernizację wnętrza pod kątem specyficznych zadań jakie ma pełnić samolot ubiegający się o taki certyfikat.
18 lutego 2019 roku w Bernie odbyła się uroczystość przekazania PC-24 o numerze seryjnym 121 i rejestracji T-786 rządowi szwajcarskiemu. Maszyna ma zastąpić należący do Szwajcarskich Sił Powietrznych samolot Beechcraft 1900D, którym realizowane są loty z członkami rządu w obrębie Europy. W uroczystości wziął udział prezydent Konfederacji Szwajcarskiej Ueli Maurer.
Podczas kolejnego EBACE, które odbyło się w maju 2019 roku w Genewie, producent ponownie uruchomił możliwość zamawiania samolotu. Pilatus rozdysponował pulę 80 maszyn, z dostawą do końca 2020 roku. Do końca maja 2019, szwajcarski producent wyprodukował około 30 samolotów.
Drugim po Royal Flying Doctor Service of Australia operatorem sanitarnym maszyn PC-24 zostało szwedzkie Kommunalförbundet Svenskt Ambulansflyg (KSA). Założone przez 21 regionalnych samorządów kraju lotnicze pogotowie ratunkowe. Zamówiono sześć maszyny, pierwsza z nich ma wejść do służby w 2021 roku.

## Konstrukcja

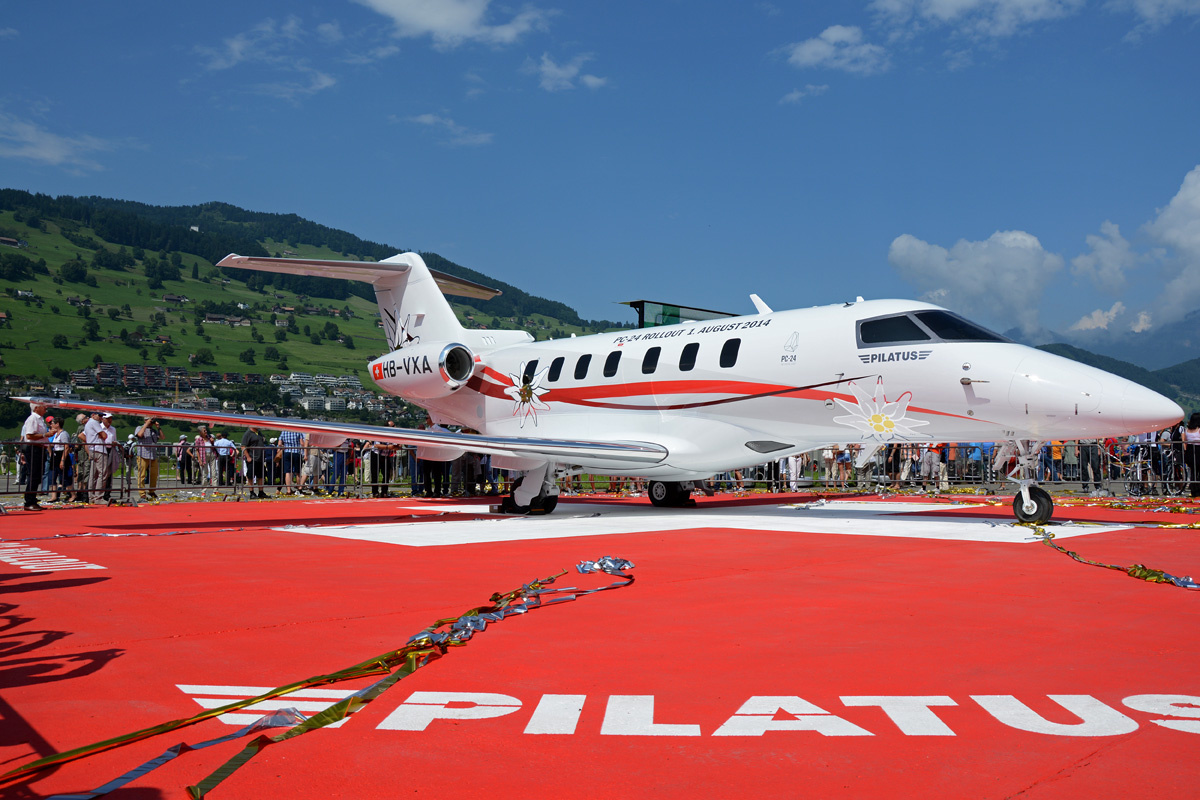
PC-24 podczas ceremonii roll-out

PC-24 jest wolnonośnym dolnopłatem z usterzeniem w kształcie litery T. Podwozie chowane z przednim podparciem. Maszyna napędzana jest dwoma silnikami turbowentylatorowymi Williams FJ44-4A umieszczonymi w tylnej części kadłuba po jego obu stronach. Bogata mechanizacja skrzydeł oraz niskociśnieniowe opony podwozia umożliwiają realizację startów i lądowań z krótkich pasów startowych oraz nieutwardzonych lądowisk. Aby zapobiec dostawaniu się do silnika ciał obcych podczas operowania z nieutwardzonych pasów startowych, silniki umieszczono w górnej części kadłuba. Standardowo, w komfortowych warunkach może zabrać na pokład sześcioro pasażerów, maksymalnie można zabrać dziesięć osób. Maszyna charakteryzuje się dużą wszechstronnością, standardowo w kadłubie montowane są drzwi towarowe o wymiarach 1,30 x 1,25 m. Awionika samolotu powstała przy dużym udziale amerykańskiej firmy Honeywell. Wspólnie zaprojektowano i zbudowano system określany jako Advanced Cockpit Environment. Piloci mają do dyspozycji cztery kolorowe, ciekłokrystaliczne, wielofunkcyjne wyświetlacze o przekątnej 12 cali. W skład awioniki wchodzą: system sztucznej widoczności (Synthetic Vision System), generujący na ekranie wyświetlacza obraz sprzed dziobu samolotu, bezwładnościowy system odniesienia (Inertial Reference System), graficzny system planowania lotu (Graphical Flight Planning) i zmodernizowany system ostrzegania o przeszkodach Traffic Collision Avoidance System II. Producent przewiduje zbudowanie wersji pasażersko-transportowej (combo), transportowej (cargo) oraz medycznej. W wersji medycznej samolot może przewieźć dwóch pacjentów na noszach oraz cztery towarzyszące im osoby personelu medycznego. Standardowo na pokładzie maszyny instalowana jest toaleta. Do bagażnika samolotu można dostać się zarówno z zewnątrz, jak i z wewnątrz kabiny, podczas lotu. Certyfikat samolotu zakłada możliwość pilotowania maszyny tylko przez jedną osobę.